# Партия труда Пакистана
Па́ртия труда́ Пакиста́на, ПТП (англ. Labour Party Pakistan, LPP) — леворадикальная политическая партия в Пакистане, национальная секция Четвёртого интернационала, ставящая своей целью борьбу за демократический социалистический Пакистан. На 2003 год насчитывала порядка 2 800 членов, к 2009 году численность возросла до 7 300 членов.

## История и деятельность
Основателями партии были пакистанские студенты, обучавшиеся в начале 1980-х годов в Нидерландах и поддерживавшие связи с Комитетом за рабочий интернационал (КРИ). Вернувшись в 1986 году в Пакистан, они вступили в Пакистанскую народную партию под именем «Боевая группа» (Struggle group). 
После раскола в КРИ в 1991 году группа поддерживает сторонников Питера Таафа и тактику т. н. «открытого поворота» вместо прежнего энтризма. Её активисты выходят из ПНП и начинают действовать как открытая организация. В 1995 году группа принимает название Боевое революционное движение (БРД, Jeddojuh Inqilabi Tehrik). В 1997 году активисты БРД приняли участие в создании Партии труда, ставшей официальной секцией КРИ. В 1998 году между руководством КРИ и ПТП начались разногласия, итогом которых стало исключение партии из интернационала.
В настоящее время Партия труда имеет отделения во всех провинциях и территориях Пакистана. Издает регулярную еженедельную газету на урду «Mazdoor Jeddojuhd» (Рабочая борьба). В 2006 году ПТП вместе с пятью другими организациями приняла участие с создании Народного демократического движения. Партия находится в оппозиции к военному режиму Первеза Мушаррафа. Многие её ведущие активисты подвергаются давлению властей. В частности, весной 2007 года был арестован генеральный секретарь Партии труда Фарук Тарик.

## Руководство партии
На 2008 год пост председателя партии занимает Нисар Шах (Nisar Shah), генерального секретаря — Фарук Тарик. В партии существует несколько секретарей, отвечающих за различные сферы деятельности организации: по труду — Насир Мансур (Nasir Mansoor), образованию и культуре — Амир Хуссани (Amir Hussani), молодежи и студентам — Асим Ахунд (Asim Akhund), по делам женщин Назли Джавед (Nazli Javed) и по делам крестьян — Хаким Бухадер (Hakim Buhader). Высшим оганом ПТП является Национальный комитет, в который в настоящее время входит 21 человек.

## Международные связи
ПТП поддерживает близкие отношения с такими организациями, как Шотландская социалистическая партия и Демократическая социалистическая партия в Австралии. С марта 2005 года партия является постоянным наблюдателем при Четвёртом интернационале, с февраля 2010 года — его национальной секцией.
ПТП издаёт и распространяет тексты Карла Маркса, Тарика Али, Жильбера Ашкара, Эрика Туссена.